# دو افيدون
دو افيدون (بالإنجليزية: Doe Avedon)‏ هي عارضة وممثلة أمريكية، ولدت في 7 أبريل 1925 في أولد وستباري في الولايات المتحدة، وتوفيت في 18 ديسمبر 2011 في إنسينو ‏ في الولايات المتحدة بسبب ذات الرئة. من الجوائز التي نالتها جائزة المسرح العالمي سنة 1949.

## جوائز
- جائزة المسرح العالمي (1949)

## وصلات خارجية
- دو افيدون على موقع IMDb (الإنجليزية)
- دو افيدون على موقع قاعدة بيانات برودواي على الإنترنت (الإنجليزية)
- دو افيدون على موقع قاعدة بيانات الفيلم (الإنجليزية)